# Echeandia taxacana
Echeandia taxacana är en sparrisväxtart som beskrevs av Robert William Cruden. Echeandia taxacana ingår i släktet Echeandia och familjen sparrisväxter. Inga underarter finns listade i Catalogue of Life.